# Akkineni Nageshwara Rao
Akkineni Nageshwara Rao (ur. 20 września 1924, zm. 22 stycznia 2014) – indyjski aktor i producent filmowy.

## Życiorys
Urodził się w biednej rodzinie rolniczej w Ramapuram w dystrykcie Krishna, we współczesnym stanie Andhra Pradesh. Ze względu na trudną sytuację materialną formalną edukację zakończył na szkole podstawowej. Karierę aktorską rozpoczął już w dzieciństwie, występując w sztukach odgrywanych przez teatry uliczne. W początkowym okresie swej aktywności artystycznej często wcielał się w role kobiece. W kinie zadebiutował dzięki filmowi Dharmapatni z 1941. Mający premierę w kolejnym roku Sita Rama Jananam, w którym to wcielił się w boga Ramę, zapoczątkował jego występy w obrazach o tematyce mitologicznej. Były one dlań początkowo wyzwaniem, wymagały bowiem porzucenia stylu gry, który wypracował, odgrywając role kobiece. Wkrótce stał się jednym z najważniejszych aktorów obsadzanych w głównych rolach męskich w filmach kręconych w języku telugu. Odgrywał początkowo ludowych bohaterów (choćby w filmach Balaraju z 1948 oraz Keelu Gurram z 1949). Po sukcesie kasowym Laila Majnu, w którym to wystąpił w duecie z P. Bhanumathi, stopniowo zmienił swój wizerunek sceniczny. Jako istotny w owym procesie zmiany wymienia się film Samsaram. Zaczął pojawiać się zatem w głośnych i cenionych przez krytyków melodramatach, chociażby w Devadasu (1953). Z jego późniejszych filmów o podobnie melodramatycznym charakterze wymienić można Meghasandesam (1982). Jego filmografia jako aktora obejmuje przeszło 260 tytułów, nie tylko w ojczystym telugu, ale także w języku tamilskim.
Zaangażował się w produkcję filmową. Założył wytwórnię Annapurna Studios (1957). Odegrał kluczową rolę w przenosinach infrastruktury filmowej przemysłu filmowego skupionego na produkcjach w telugu z Ćennaj do Hajdarabadu. Za swoją aktywność był wielokrotnie nagradzany i wyróżniany. Otrzymał przyznawane przez indyjski rząd federalny ordery Padma Shri, Padma Bhushan oraz Padma Vibhushan. Uhonorowany także prestiżową nagrodą imienia Dadasaheba Phalke. Opublikowano jego napisaną przez Krishnakumari biografię.